# کریس اوگریدی
کریس اوگریدی (انگلیسی: Chris O'Grady؛ زادهٔ ۲۵ ژانویهٔ ۱۹۸۶) یک بازیکن فوتبال است.